# Georg Brechenmacher
Georg Brechenmacher (* 1896; † 1944) war ein deutscher Kugelstoßer und Sportfunktionär.

## Werdegang
Brechenmacher war als Aktiver für TS Jahn München und die Eintracht Frankfurt 1925 und 1927 Deutscher Kugelstoßmeister. 1925 bis 1927 gewann er den Titel in der nur fünfmal ausgetragenen Meisterschaft im beidarmigen Kugelstoßen. Er steigerte den deutschen Rekord am 26. September 1926 in München auf 14,52 und am 29. August 1927 in Frankfurt auf 14,72 m.
Georg Brechenmacher war seit 1928 der erste Direktor der vom Süddeutschen Fußball- und Leichtathletik-Verband übernommenen Sportschule Wilhelmshöhe in Ettlingen und ab 1934 auch Leiter des dort neu installierten Olympiastützpunktes. 1936 wurde die spätere Olympiasiegerin im Speerwurf, Tilly Fleischer, während mehrerer Vorbereitungslehrgänge von Olympiatrainer Brechenmacher betreut.

„Ausschlaggebend ist der fanatische Wille, für Deutschland etwas leisten zu wollen.“